# レヒ (旧約聖書)
レヒは旧約聖書で、ヘブライ語で「あご骨」という意味である。旧約聖書に登場する地名の一つである。

## 出来事
サムソンは自分の体を2本の新しい綱で縛らせた。イスラエル人に敵対していた、ペリシテ人が彼に襲い掛かってきたときに、主の力によって、綱は火のついた亜麻糸のようにほどけた。そして、ろばのあご骨をもって、ペリシテ人1000を撃ち殺した
そして、ろばのあご骨を捨ては場所は、ラマテ・レヒ（あご骨の高台）と呼ばれた。

## 影響
- 日本ホーリネス教団の中田重治監督が、レヒにちなんだ聖歌を作詞し、息子の中田羽後が作曲した（聖歌719番）。この曲は、1930年頃のホーリネス・リバイバルの時中田らによって主にホーリネス教会の集会等で盛んに歌われた。
- イギリス統治下のパレスチナでユダヤ人の地下武装組織が結成された時、レヒと名付けられた。

## 現在
- 現在のイスラエルのベイト・アタブであると言われる。